# 서울웹툰애니메이션고등학교
서울웹툰애니메이션고등학교(Seoul Webtoon Animation High School )는 대한민국 서울특별시 서초구에 있는 공립 고등학교이다.

## 학교 연혁
- 1991년 6월 14일 : 서초전자공업고등학교로 교명 확정
- 1994년 1월 5일 : 24학급(8학급×3개 학년) 설립 인가
- 1994년 3월 1일 : 권영목 초대 교장 취임
- 1994년 3월 2일 : 신입생 434명 입학(전자과 217명, 전자계산기과 217명)
- 1997년 2월 14일 : 제1회 졸업생 395명 졸업(전자과 197명, 전자계산기과 198명)
- 2000년 11월 24일 : 서초전자고등학교로 교명 변경 인가
- 2005년 12월 27일 : 전자계열 특성화 고등학교 지정 (2007학년도부터 적용)
- 2007년 3월 1일 : 서울전자고등학교로 교명 변경 인가
- 2013년 2월 12일 : 취업기능강화사업 연구학교 선정(3년)
- 2019년 3월 4일 : 직업계고 고교학점제 연구학교 선정(3년)
- 2021년 9월 1일 : 제10대 전병현 교장 취임
- 2023년 9월 1일 : 서울웹툰애니메이션고등학교로 재개교

## 설치 학과
- 웹툰과
- 애니메이션과
- 게임콘텐츠과

## 참고 자료
- 서울웹툰애니메이션고등학교 - 한국교육학술정보원 학교알리미